# Lackawanna (Nowy Jork)
Lackawanna – miasto w Stanach Zjednoczonych, w stanie Nowy Jork, w hrabstwie Erie.